# Neuseeländische Cricket-Nationalmannschaft in England in der Saison 1986
Die Tour der neuseeländischen Cricket-Nationalmannschaft nach England in der Saison 1986 fand vom 16. Juli bis zum 26. August 1986 statt. Die internationale Cricket-Tour war Bestandteil der Internationalen Cricket-Saison 1986 und umfasste drei Tests und zwei ODIs. Neuseeland gewann die Test-Serie 1–0, während die ODI-Serie 1–1 unentschieden endete.

## Vorgeschichte
England spielte zuvor eine Tour gegen Indien, für Neuseeland war es die erste Tour der Saison.
Das letzte Aufeinandertreffen der beiden Mannschaften bei einer Tour fand in der Saison 1983/84 in Neuseeland statt.

## Stadien
Die folgenden Stadien wurden für die Tour als Austragungsort vorgesehen.
| Stadion                     | Stadt      | Kapazität | Spiele  |
| --------------------------- | ---------- | --------- | ------- |
| Headingley Stadium          | Leeds      | 17.000    | 1. ODI  |
| The Oval                    | London     | 23.500    | 3. Test |
| Lord’s Cricket Ground       | London     | 30.000    | 1. Test |
| Old Trafford Cricket Ground | Manchester | 19.000    | 2. ODI  |
| Trent Bridge                | Nottingham | 15.350    | 2. Test |

## Kaderlisten
| Test | Test | ODI | ODI |
| England | Neuseeland | England | Neuseeland |
| --- | --- | --- | --- |
| - Bill Athey - Ian Botham - Graham Dilley - Phil Edmonds - John Emburey - Neil Foster - Bruce French - Mike Gatting - Graham Gooch - David Gower - Allan Lamb - Martyn Moxon - Derek Pringle - Neal Radford - Gladstone Small - Greg Thomas - Peter Willey | - Tony Blain - John Bracewell - Ewen Chatfield - Jeremy Coney - Jeff Crowe - Martin Crowe - Bruce Edgar - Evan Gray - Richard Hadlee - Ken Rutherford - Ian Smith - DA Stirling - Willie Watson - John Wright | - Bill Athey - Mark Benson - Graham Dilley - Phil Edmonds - Richard Ellison - John Emburey - Neil Foster - Mike Gatting - Graham Gooch - David Gower - Allan Lamb - Derek Pringle - Jack Richards | - John Bracewell - Ewen Chatfield - Jeremy Coney - Jeff Crowe - Martin Crowe - Bruce Edgar - Evan Gray - Richard Hadlee - Ken Rutherford - Ian Smith - Willie Watson - John Wright |

## One-Day Internationals

### Erstes ODI in Leeds
| 16. Juli Scorecard | Leeds | Neuseeland 217-8 (55/55)       | – | England 170 (48.2/55) |
|                    |       | Neuseeland gewinnt mit 47 Runs |   |                       |

### Zweites ODI in Manchester
| 18. Juli Scorecard | Manchester | Neuseeland 284-5 (55/55)      | – | England 286-4 (53.4/55) |
|                    |            | England gewinnt mit 6 Wickets |   |                         |

## Tests

### Erster Test in London
| 24. – 29. Juli Scorecard | London (Lord’s) | England 307 (118.5) & 295 (120.4) | – | Neuseeland 342-6d (140.5) & 41-2 (15) |
|                          |                 | Remis                             |   |                                       |

### Zweiter Test in Nottingham
| 7. – 12. August Scorecard | Nottingham | England 256 (89.5) & 230 (95.1)  | – | Neuseeland 413 (169.5) & 77-2 (24) |
|                           |            | Neuseeland gewinnt mit 8 Wickets |   |                                    |

### Dritter Test in London
| 21. – 26. August Scorecard | London (Oval) | Neuseeland 287 (128.2) & 7-0 (1) | – | England 388-5d (90.5) |
|                            |               | Remis                            |   |                       |